# Psychotria asterogramma
Espèce
Psychotria asterogramma O.Lachenaud est une espèce de plantes à fleurs de la famille des Rubiacées et du genre Psychotria. C'est un arbrisseau présent au sud-ouest du Cameroun et en Guinée équatoriale (Bioko).